# AMD Turion 64

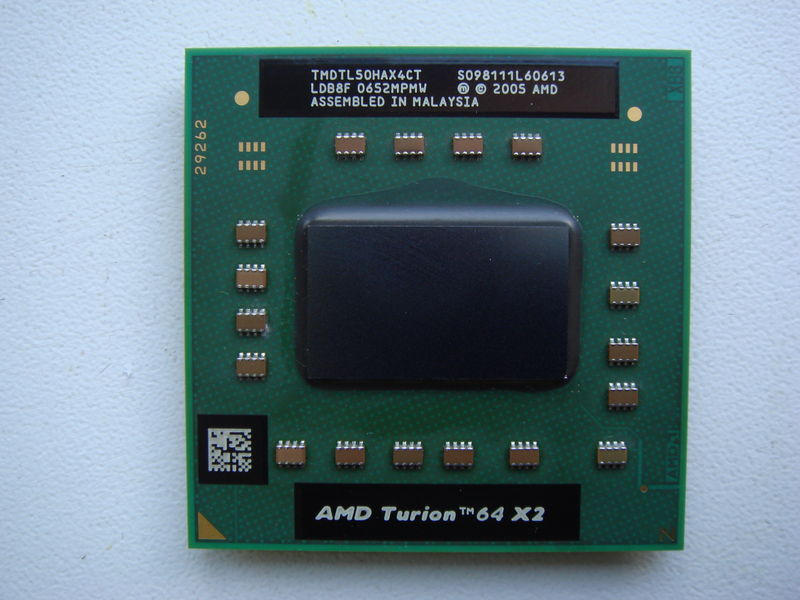
AMD Turion 64 X2.

AMD Turion 64 är AMDs svar på Intels CPU för bärbara datorer. De är byggda för att vara kraftfulla, men samtidigt ganska strömsnåla. Turion 64 är tekniskt sett den mobila versionen av AMD:s processor Athlon 64. Den har lägre strömförbrukning och avger mindre värme. I gengäld använder den dock lägre klockfrekvenser, med vidare möjligheter till aggressiv nedklockning när processorn är inaktiv.